# Dhikura
Dhikura (nepalski: ढिकुरा) – gaun wikas samiti w zachodniej części Nepalu w strefie Lumbini w dystrykcie Arghakhanchi. Według nepalskiego spisu powszechnego z 2011 roku liczył on 1009 gospodarstw domowych i 4199 mieszkańców (2403 kobiety i 1796 mężczyzn).